# Келлер, Александр Андреевич (тренер)
Александр Андреевич Келлер (4 (17) мая 1911, село Большая Дмитриевка, Саратовская губерния — 19 января 1983, Алма-Ата, Казахская ССР) — футбольный тренер, заслуженный тренер СССР (1963).

## Происхождение, семья
Родился в семье Поволжских немцев в селе Большая Дмитриевка, Аткарского уезда Саратовская губернии 4 (17) мая 1911 года. Мать Келлер Екатерина Фридриховна умерла в 1917 году, отец Келлер Генрих Кондратович — в 1921. Родители — уроженцы немецкой колонии Бальцер, чьи предки проживали там с 1767 года, то есть с момента заселения Нижнего Поволжья немцами-колонистами.
В семье было 6 детей. Отец держал лавку, продавая все от керосина и гвоздей до материи и продуктов. После смерти отца А. А. Келлер до 1925 года находился в детском доме, в 1925—1928 — в Красной Армии добровольцем. Состоял при армейском оркестре. С 1929 по 1932 учился в торгово-промышленном колледже в городе Энгельс.

## Начало спортивной карьеры
С 1932 по 1936 год Келлер учился в Государственном центральном ордена Ленина институте физической культуры имени И. В. Сталина. Параллельно играл в футбол за клубные команды Москвы. Был отмечен чехословацким тренером Антонином Фивебром среди талантливой футбольной молодежи того времени Во время учёбы подрабатывал также игрой на рояле в ресторанах.
По окончании направлен в город Горький, где первоначально работал в техникуме. По итогам Всесоюзного тренерского сбора, проходившего в Тбилиси в декабре 1938 года, приказом председателя Всесоюзного комитета физкультуры В. В. Снегова от 27 января 1939 года А. А. Келлеру, наряду с ещё 28 тренерами была присвоена высшая (первая) тренерская категория. По сути это было первое «лицензирование» тренеров в истории спорта СССР.
С 1938 по октябрь 1940 года — играющий тренер горьковского «Торпедо», выступавшем тогда в группе «Б» чемпионата СССР по футболу. В своем первом сезоне на уровне второго по силе дивизиона в 1939 году команда заняла 12 место из 23 команд, в следующем сезоне — 9 из 14. В 1940 году как игрок принял участие в 12 матчах команды и забил 1 гол.
С 1940 по июнь 1941 года — тренер сталинградского «Трактора», выступавшего в высшем дивизионе страны. Под руководством А. А. Келлера команда провела 12 матчей в чемпионате СССР из которых выиграла 3, вничью сыграла 7 и проиграла 2 раза. В последнем матче прерванного войной чемпионата, который состоялся уже после её начала — 24 июня 1941 года «Трактор» обыграл «Стахановец» Сталино на его поле со счетом 2:3. На момент прерывания чемпионата команда А. А. Келлера занимала 4 место, отставая от лидеров на 2 очка.

## Депортация и трудармия
После издания Указа Президиума Верховного Совета СССР «О переселении немцев, проживающих в районах Поволжья» от 28 августа 1941 г. была ликвидирована Автономная Республика немцев Поволжья и произведена тотальная депортация немцев. Келлер был депортирован в Казахстан, город Зыряновск. Его жене удалось перебраться в Харьков.
Позже был мобилизован в трудовую армию. с 1941 по 1951 находился в Вятском исправительно-трудовом лагере в Кировской области. Сначала работал на лесоповале, потом на поселении. В 1947 г. воссоединился с женой. В 1949 г. в Вятлаге родилась дочь — Наталья.
Как и все немцы до 1955 года находился на так называемом режиме «спецпоселения», который был снят указом Президиума Верховного Совета СССР 13 декабря 1955 года. С этого времени формально надзор за выселенными немцами был прекращен.

## «Динамо» Киров (1951—1959)
В 1948 году руководством Кирова была сделана попытка выхода в большой футбол с командой завода «Сельмаш» — Трактор. Была подана заявка на участие в играх в первенстве РСФСР. Команда выступила неудачно. Было принято решение укреплять футбольные позиции региона, но уже за счет другой команды —"Динамо".
Начальник Вятлага полковник А. Кухтиков помог А. А. Келлеру перебраться в Киров где ему была поставлена задача: сделать из «Динамо» лучшую команду в области. Келлер привлек в команду местных молодых способных футболистов, команда резко улучшила игру, и в сезоне 1953 года была заявлена на первенство РСФСР. В 1956 году динамовцы становятся обладателями Кубка области. В этом же году команда получила повышение в классе, несмотря на то, что формально не имела на это право, заняв в своем турнире лишь 4-е место.
Кировчане были определены в зону III чемпионата в классе «Б». В первый свой год выступления «Динамо» под руководством А. А. Келлера заняло 9 место в своей зоне, опередив финишировавший 10-м ташкентский Пахтакор — будущий клуб тренера Келлера. В следующем сезоне команда также была 9-й в своей зоне, а в 1959 году ей чуть-чуть не хватило для победы и повышения в классе, в таблице своей зоны Динамо из Кирова осталось вторым. За 8 лет футбол в Кирове был поднят А. А. Келлером с любительского до профессионального уровня.

## «Пахтакор» (1960—1963)
В 1959 году команда «Пахтакор» Ташкент была включена в высшую лигу чемпионата СССР. Главным тренером был приглашен А. А. Келлер.
Берадор Абдураимов:
Команда у нас сложилась дружная, боевая и очень самобытная, что отмечали все. Все ребята были воспитанниками узбекского футбола, и о патриотизме нам не надо было читать лекции: играли для наших друзей, родных, земляков. И тренеру своему верили. Александр Келлер, во-первых, сплотил коллектив. А, во-вторых, уже тогда строил работу не по привычному шаблону, а подходил к ней творчески, искал новое. Мы уже тогда проводили двух, - а то и трёхразовые тренировки .
Келлер был достаточно строгий тренер, уделявший серьёзное внимание физической подготовке помимо тактических изысканий. После потогонных тренировок он выставлял игрокам оценки. «Двоечников» вынуждал работать сверхурочно.
О работе с Пахтакором в плане командной тактики сам А. А. Келлер говорил следующее:
«Пахтакор» одним из первых использовал на подстраховке позиционного игрока в защите (Олега Моторика), а также выдвинул на острие атаки сразу двух центральных нападающих – Геннадия Красницкого и С.Стадника. Замысел был такой: обеспечить надежность в обороне и открыть оперативный простор для нашего тандема…
В сезоне 1960 года «Пахтакор» занял 14 место мз 22 команд. Через год был 10-м, а в 1962 году поднялся на высокое 6-е место. После такого успеха А. А. Келлер получил звание заслуженного тренера СССР.
В сезоне 1963 года после ряда кадровых потерь «Пахтакор» ждал провал — он занял последнее место в чемпионате и вылетел из Класса А, куда вернулся уже через год с другим тренером.

## Продолжение тренерской работы. 1963—1971
С 1964 по 1965, а также с 1967 по 1968 тренировал одного из самых принципиальных соперников Пахтакора — алматинский «Кайрат», поддерживая клуб в высшем дивизионе, но не поднимаясь с ним выше 12 места в таблице.
С 1965 года — член КПСС.
В 1966 по 1967 гг. работал в клубе «Терек» Грозный.
С 1968 по 1970 тренировал клуб «Алга» Фрунзе, выведя его в 1969 году в первую группу класса «А» и сохранив место в этом дивизионе в 1970 году.
В 1971 году вернулся в «Пахтакор», но команда провела крайне неудачный сезон, заняв предпоследнее место в таблице.

## После тренерской карьеры. 1972—1982
С 1972 по 1982 год - директор футбольной школы Октябрьского района Алма-Аты.
Скончался 19 января 1983 года, похоронен на Алматинском кладбище на проспекте Рыскулова.
Включен в «Зал славы» истории футбола Узбекистана.

## Известные воспитанники
В разное время под руководством А. А. Келлера работали следующие известные футболисты:
- Абдураимов, Берадор Хасанович
- Вшивцев, Юрий Михайлович
- Долматов, Олег Васильевич
- Ильин, Владимир Васильевич
- Квочкин, Сергей Прокофьевич
- Красницкий, Геннадий Александрович
- Перетурин, Владимир Иванович
- Пшеничников, Юрий Павлович
- Родионов, Анатолий Сергеевич
- Рожков, Сергей Егорович
- Сегизбаев, Тимур Санжарович
- Стрельцов, Борис Николаевич
- Урин, Валерий Григорьевич
- Шубин, Пётр Евгеньевич

## Семья
Женился 24 июня 1935 года на Антонине Пантелеймоновне Клеванной, которая также училась в Государственном центральном ордена Ленина институте физической культуры имени И. В. Сталина. До войны — спортсменка-легкоатлетка, затем преподавала физкультуру в разных учреждениях. Трое детей: Виктория, Евгений, Наталья.